# مارتا آدلشتروله
مارتا آدلشتروله (سوئدی: Märtha Adlerstråhle؛ ۱۶ ژوئن ۱۸۶۸ – ۴ ژانویه ۱۹۵۶) تنیس‌باز زن اهل سوئد بود.
وی در مسابقات کشوری و بین‌المللی در مجموع برندهٔ ۱ مدال برنز شده‌است.